# Парня (річка)
Парня — річка в Україні, в межах Іванківського району Київської області, ліва притока Тетерева (басейн Дніпра). Довжина — 8,3 км.
Перші 2 км течії русло каналізоване і являє собою 2 меліоративних канали, що починаються за 2 км на захід від с. Слобода-Кухарська і зливаються у одне русло західніше села.
Протікає селами Слобода-Кухарська (влаштовано 2 ставки) та Кухарі, у останньому впадає у Тетерів.